# Championnat du Ghana de football 1987
Navigation
Saison précédente Saison 1989-1990
La saison 1987 du Championnat du Ghana de football est la vingt-neuvième édition de la première division au Ghana, la Premier League. Elle regroupe, sous forme d'une poule unique, les quatorze meilleures équipes du pays qui se rencontrent deux fois, à domicile et à l'extérieur. En fin de saison, les trois derniers du classement sont relégués et remplacés par les trois meilleures formations de deuxième division tandis que les six premiers disputent la phase finale pour le titre.
C'est le club d'Asante Kotoko, tenant du titre, qui remporte à nouveau le championnat cette saison après avoir battu Hearts of Oak SC lors de la finale nationale disputée à Accra. C'est le quatorzième titre de champion du Ghana de l'histoire du club. 

## Les clubs participants
| - Hearts of Oak - Asante Kotoko - Goldfields SC - Great Olympics - Real Tamale United - Standfast FC - Promu de D2 - Eleven Wise | - Roadmaster Tamale - Promu de D2 - Boye Sowahs Zebi - Sekondi Hasaacas - Cornerstones Kumasi - Venomous Vipers - Kumapim Star - Promu de D2 - Okwahu United |

## Compétition
Le barème de points servant à établir les classements se décompose ainsi :
- Victoire : 2 points
- Match nul : 1 point
- Défaite : 0 point

### Première phase
| Rang | Équipe                | Pts | J  | G  | N  | P  | Bp | Bc | Diff |
| ---- | --------------------- | --- | -- | -- | -- | -- | -- | -- | ---- |
| 1    | Asante KotokoT        | 36  | 26 | 14 | 8  | 4  | 40 | 17 | +23  |
| 2    | Great Olympics        | 32  | 26 | 11 | 10 | 5  | 35 | 26 | +9   |
| 3    | Real Tamale United    | 31  | 26 | 10 | 11 | 5  | 36 | 17 | +19  |
| 4    | Cornerstones KumasiC4 | 31  | 26 | 12 | 7  | 7  | 30 | 18 | +12  |
| 5    | Hearts of Oak SC      | 31  | 26 | 10 | 11 | 5  | 26 | 15 | +11  |
| 6    | Okwahu United         | 30  | 26 | 10 | 10 | 6  | 33 | 23 | +10  |
| 7    | Kumapim StarP         | 30  | 26 | 10 | 10 | 6  | 31 | 22 | +9   |
| 8    | Eleven Wise           | 25  | 26 | 7  | 11 | 8  | 22 | 21 | +1   |
| 9    | Goldfields SC         | 25  | 26 | 7  | 11 | 8  | 25 | 27 | -2   |
| 10   | Sekondi Hasaacas      | 24  | 26 | 6  | 12 | 8  | 17 | 20 | -3   |
| 11   | Standfast FCP         | 23  | 26 | 6  | 11 | 9  | 20 | 28 | -8   |
| 12   | Venomous Vipers       | 21  | 26 | 6  | 9  | 11 | 17 | 28 | -11  |
| 13   | Boye Sowahs Zebi      | 12  | 26 | 2  | 8  | 16 | 18 | 40 | -22  |
| 14   | Roadmasters TamaleP   | 12  | 26 | 4  | 4  | 18 | 19 | 68 | -49  |

|  | Qualification pour la deuxième phase                                                         |
|  | Relégation directe en deuxième division                                                      |
|  | T : Tenant du titre C4 : Vainqueur de la Coupe de l'UFOA 1987 P : Promu de deuxième division |

### Deuxième phase

#### Phase de poules
Groupe de Kumasi :
| Rang | Équipe              | Pts | J | G | N | P | Bp | Bc | Diff |  | Résultats (▼ dom., ► ext.) | Asa | RTU | Cor |
| ---- | ------------------- | --- | - | - | - | - | -- | -- | ---- |  | -------------------------- | --- | --- | --- |
| 1    | Asante KotokoT      | 4   | 2 | 2 | 0 | 0 | 4  | 0  | +4   |  | Asante KotokoT             |     | 3-0 | 1-0 |
| 2    | Real Tamale United  | 2   | 2 | 1 | 0 | 1 | 1  | 3  | -2   |  | Real Tamale United         |     |     | 1-0 |
| 3    | Cornerstones Kumasi | 0   | 2 | 0 | 0 | 2 | 0  | 2  | -2   |  | Cornerstones Kumasi        |     |     |     |

Groupe d'Accra :
| Rang | Équipe           | Pts | J | G | N | P | Bp | Bc | Diff |  | Résultats (▼ dom., ► ext.) | Hea | Okw | Gre |
| ---- | ---------------- | --- | - | - | - | - | -- | -- | ---- |  | -------------------------- | --- | --- | --- |
| 1    | Hearts of Oak SC | 3   | 2 | 1 | 1 | 0 | 3  | 2  | +1   |  | Hearts of Oak SC           |     | 1-1 | 2-1 |
| 2    | Okwahu United    | 3   | 2 | 1 | 1 | 0 | 3  | 2  | +1   |  | Okwahu United              |     |     | 2-1 |
| 3    | Great Olympics   | 0   | 2 | 0 | 0 | 2 | 2  | 4  | -2   |  | Great Olympics             |     |     |     |

#### Phase finale
Demi-finales :
| Équipe 1         | Résultat | Équipe 2           |
| ---------------- | -------- | ------------------ |
| Asante Kotoko    | 4 - 1    | Okwahu United      |
| Hearts of Oak SC | 1 - 0    | Real Tamale United |

Match pour la 3e place :
| Équipe 1      | Résultat | Équipe 2           |
| ------------- | -------- | ------------------ |
| Okwahu United | 3 - 2    | Real Tamale United |

Finale :
| Équipe 1      | Résultat | Équipe 2         |
| ------------- | -------- | ---------------- |
| Asante Kotoko | 2 - 0    | Hearts of Oak SC |

## Bilan de la saison
| Championnat du Ghana de football 1986-1987 |                                       |
| Champion                                   | Asante Kotoko (14e titre)             |
| Coupes et trophées                         |                                       |
| Vainqueur de la Coupe du Ghana 1986-1987   | Non disputée                          |
| Qualifications continentales               |                                       |
| Coupe des clubs champions africains 1988   | Asante Kotoko                         |
| Coupe des Coupes 1988                      | Hearts of Oak SC (forfait)            |
| Coupe de l'UFOA 1988                       | Cornerstones Kumasi (tenant du titre) |
| Coupe de l'UFOA 1988                       | Okwahu United                         |
| Promotions et relégations                  |                                       |
| Promus en Premier League                   | Brong Ahafo United                    |
| Promus en Premier League                   | Manchester United Accra               |
| Promus en Premier League                   | Mysterious Dwarfs                     |
| Relégués en Second League                  | Venomous Vipers                       |
| Relégués en Second League                  | Boye Sowahs Zebi                      |
| Relégués en Second League                  | Roadmasters Tamale                    |